# كريم أبو المجد
كريم أبو المجد (بالإنجليزية: Kareem Abu-Elmagd)‏ ولد في عام 1952 هو جراح مصري أمريكي، متخصص في زراعة الأمعاء وأستاذ ورئيس قسم الجراحات الدقيقة في مركز زراعة الأعضاء كليفلاند كلينك الأمريكي، وهو صاحب لقب «الساحر المصري».

## نشأته وتعليمه
ولد كريم أبو المجد من مواليد مدينة المنصورة، أكمل دراسته في كلية الطب جامعة المنصورة عام 1976 وفي عام 1987 حصل على درجة الدكتوراه في أمراض الكبد من خلال التعاون المشترك بين جامعة إيموري في أتلانتا وجامعة المنصورة. في عام 1989 ، انضم إلى جامعة بيتسبرغ للحصول على زمالة في زرع الأعضاء.

## حياته العلمية
عند عودته إلى الولايات المتحدة الأمريكية عام 1989 تعرف على الدكتور توماس ستارزل، وهو صاحب لقب أبو زراعة الأعضاء الحديثة وقد اسند إلى كريم أبو المجد  مشروع زراعة الأمعاء والأحشاء بالكامل. في عام 1990 قام أبو المجد بإجراء أول عملية زراعة أمعاء له ووصل عدد عمليات زرع الأعضاء الآن إلى 2500 عملية قام هو بنصفها تقريباً.

### شغل كريم أبو المجد العديد من المناصب العلمية الهامة وهي
- مدير مركز إعادة تأهيل وزرع الأمعاء في المركز الطبي بجامعة بيتسبورغ (UPMC).
- أستاذ ورئيس قسم الجراحات الدقيقة في مركز زراعة الأعضاء كليفلاند كلينك الأمريكي.[5]

شارمن فتاة من بنجلادش في الرابعة والعشرين من عمرها، ظلت تعاني من آلام شديدة لفترة طويلة دون أن يتوصل الأطباء الذين حاولوا علاجها لأسباب مرضها..
ولأنها تدرس الطب وتتابع الحالات المشابهة لحالتها، سمعت عن طبيب مصري اسمه كريم أبو المجد يرأس قسم جراحات الجهاز الهضمي وزراعة الأمعاء بمستشفى كليفلاند بأميركا، وعرفت أنه صار معروفاً بالساحر المصري..
أرسلت شارمن الأشعات والتقارير الخاصة بحالتها للدكتور كريم، فكان رده أنه يستطيع إجراء جراحة إعادة ترتيب للأمعاء الدقيقة لها، لكن تكلفة الجراحة تتجاوز 500 ألف دولار!
احتارت الطبيبة الصغيرة، فكيف لها أن تدبر عشر هذا المبلغ؟!
إنها لا تملك حتى ثمن تذكرة السفر لأميركا!
صارحت الساحر المصري بأحزانها وحيرتها..
فما كان من الدكتور كريم إلا أنه قرر إجراء الجراحة الدقيقة لها بمستشفى القصر العيني بالقاهرة وبالمجان - وفي ذهنه تدريب الأطباء المصريين على هذا النوع من الجراحات الصعبة!
لم تصدق شارمن نفسها إلا بعد أن أفاقت من البنج بعد إجراء العملية الناجحة لها بالقاهرة!
تقول شارمن: لا أجد من الكلمات ما أستطيع أن أعبر بها عن شكري للساحر المصري الذي استطاع أن يخلصني من آلامي وبالمجان.. وأشكر كل من قابلتهم بمصر لحسن ضيافتهم وكرمهم معي..
جدير بالذكر أن الدكتور كريم أبو المجد صار «الساحر المصري» لبراعته في إجراء جراحات الجهاز الهضمي النادرة والدقيقة جداً وللحالات الميؤوس من شفائها!

## إنجازات طبية
لعب دوراً حيوياً في إنشاء وتطوير العقار FK 506 المعروف باسم طبياً تاكروليموس والهدف من العقار تثبيط المناعة لتقليل مقاومة الجسم للعضو المزروع بالتالي إنجاع عملية زرع العضو الجديد. كما كون فريق ساهم في القيام بحوالي 450 عملية في مجال زراعة الأعضاء.